# Aliénor de Poitiers
Aliénor de Poitiers (engelska:Eleanor), född cirka 1445, död 1509, var en hovdam vid hovet i hertigdömet Burgund och författare. 
Hon utgav Les Honneurs de la Cour, en bok om etikett utifrån hennes liv vid hovet i Burgund, som på den tiden ansågs vara Europas mest sofistikerade och som blev en förebild för andra hov. Boken betraktas som en värdefull samtidskälla.